# What You Waiting For?
What You Waiting For? è il brano d'esordio da solista della cantante statunitense Gwen Stefani, così come il primo singolo tratto dall'album di esordio solista Love. Angel. Music. Baby.. Autrice del testo, insieme alla Stefani, è Linda Perry. Il brano descrive la mancanza d'ispirazione di Stefani, la sua paura di produrre il disco e il suo stato d'animo di fronte alle pressioni esercitate dalla sua casa discografica. È in primo luogo un brano New Wave ma ha influssi dall'elettropop, e introduce le Harajuku Girls, le quattro ballerine di Stefani che hanno svolto un ruolo cruciale per la produzione dell'album.
Il singolo ha venduto abbondanti copie, ha raggiunto la top 20 in molti Paesi e ha svettato al primo posto nella classifica dei singoli in Australia. Infatti è stata disco d'oro negli Stati Uniti ed ha ottenuto una nomination per la miglior performance pop vocale femminile nella quarantasettesima edizione dei Grammy Awards. È stato ben accolto dai critici, ed è stato frequentemente considerato uno dei pezzi forti dell'album.

## Produzione
Durante la serata dei Grammy Awards 2003, Linda Perry afferrò con una stretta Gwen Stefani e soggiunse che "avrebbero dovuto scrivere canzoni insieme", proposta alla quale Stefani al momento accettò con riluttanza. Poco tempo dopo aver finito il Rock Steady Tour con la sua band, i No Doubt, Stefani venne chiamata dalla sua etichetta che le comunicò che Linda Perry era nella sala di registrazione già pronta a collaborare e che l'autrice "aveva a disposizione solo cinque giorni dell'intero anno per farlo". Stefani ha confessato di sentirsi affranta per non aver avuto l'opportunità di vedere il marito Gavin Rossdale, e di essere intimidita dal pensiero della collaborazione, in particolare da quella con la Perry, che lei non considerava appropriata per scrivere musica dance. Stefani era stata anche sfinita dal tour da poco portato a termine e per il quale essa è stata anche afflitta da un crollo emotivo, che l'ha portata a piangere a letto.
Durante la loro prima seduta di lavoro, le due hanno scritto un brano intitolato Fine by You, che Stefani ha in seguito definito "una stupida canzone d'amore, ma veramente bella". Perry aveva però ribattuto che il brano "non andava bene" e il pezzo venne quindi escluso dal disco. La seduta si rivelò sterile, in parte a causa del blocco dello scrittore che affliggeva Stefani, al punto che essa a un certo punto è scoppiata in lacrime in studio. Stefani ha in seguito confessato che scrivere canzoni senza i membri della sua band era per lei "umiliante e mortificante perché potevo coprirmi con la loro creatività".
La sera stessa la Perry ha iniziato a scrivere un brano che ha fatto ascoltare a Stefani il giorno dopo per farle coraggio. Stefani ne è rimasta colpita all'ascolto, e Perry le ha allora chiesto: "Che cosa stai aspettando?". Secondo la Perry, Stefani ha interpretato la sua domanda come una sfida, ed ha replicato: "tu mi stai sfidando alla grande, giusto?"
Mentre scriveva il pezzo, Stefani ha avuto l'idea di inserire le Harajuku Girls. Stefani aveva visto le donne di Harajuku nel 1996 e da allora le aveva ammirate.

## Il video
Il video di What You Waiting For? è stato girato da Francis Lawrence e prodotto da Caleb Dewart della DNA Inc. Il video comincia con la cantante al pianoforte, in attesa d'ispirazione per scrivere una canzone, che però pare non arrivare. Quindi il suo occhio cade su un volantino che promette di uscire dal "blocco dello scrittore". La cantante si reca allo studio pubblicizzato e compila un modulo, solo per rendersi conto di essere di nuovo al suo pianoforte con un orologio in mano. Un coniglio giocattolo appare sul piano, causando lo sbilanciamento della sedia della cantante che cade all'indietro e che viene trasportata in un mondo magico, che richiama quello di Alice nel Paese delle Meraviglie.
A questo punto del video parte la canzone vera e propria. Gwen-Alice incontra diversi personaggi, dal Bianconiglio alla Regina di Cuori e rivive le stesse bizzarre situazioni della protagonista del romanzo. Tra le altre è riproposta la scena in cui Alice rimane intrappolata nella casa dello stesso Bianconiglio dal quale era stata incaricata di portargli con una certa urgenza due guanti e un ventaglio: trovata una bottiglia senza alcuna indicazione sul tavolo, ne beve il contenuto crescendo smisuratamente; a questo punto la casa le va stretta. Queste sequenze sono intervallate da altre riferenti al mondo reale in cui il blocco note della cantante, addormentata o quasi in estasi nello studio di registrazione, si riempie di note musicali e compare il testo della canzone. 
Poco prima della fine del video, Gwen si riprende e, ritrovata l'ispirazione, seguita a cantare il brano davanti a un gruppetto di ragazze giapponesi (le Harajuku Girls).

## Tracce
- CD single

1. What You Waiting For? (Album Version)
2. What You Waiting For? (Jacques Lu Cont's TWD Mix)
3. What You Waiting For? (Instrumental)
4. Snippets/Gwen Stefani/L.A.M.B. (International Version)
5. What You Waiting For? (Video/Director's Cut: Explicit Version)

- North American Vinyl Single

1. What You Waiting For? (Album Version)
2. What You Waiting For? (Instrumental)

- French Vinyl Single

1. What You Waiting For? (Armand Van Helden Remix)
2. What You Waiting For? (The Rude Ho Mix)
3. What You Waiting For? (Armand Van Helden Dub)

- Japanese CD single

1. What You Waiting For? (Album Version)
2. What You Waiting For? (Jacques Lu Cont's TWD Mix)
3. What You Waiting For? (Jacques Lu Cont's TWD Dub)

## Classifiche

### Classifiche settimanali
| Classifica (2004/05) | Posizione massima |
| -------------------- | ----------------- |
| Australia            | 1                 |
| Austria              | 7                 |
| Belgio (Fiandre)     | 8                 |
| Belgio (Vallonia)    | 4                 |
| Canada               | 24                |
| Danimarca            | 2                 |
| Finlandia            | 4                 |
| Francia              | 5                 |
| Germania             | 22                |
| Irlanda              | 2                 |
| Italia               | 2                 |
| Norvegia             | 3                 |
| Nuova Zelanda        | 3                 |
| Paesi Bassi          | 15                |
| Spagna               | 20                |
| Svezia               | 6                 |
| Svizzera             | 17                |
| Regno Unito          | 4                 |
| Stati Uniti          | 47                |
| Stati Uniti (Dance)  | 1                 |
| Stati Uniti (Pop)    | 17                |

### Classifiche annuali
| Classifica (2004)               | Posizione |
| ------------------------------- | --------- |
| Australia                       | 26        |
| Paesi Bassi                     | 81        |
| Svezia                          | 72        |
| Classifica (2005)               | POsizione |
| Austria                         | 74        |
| Belgio Fiandre                  | 93        |
| Belgio Vallonia                 | 56        |
| Europa                          | 27        |
| Francia                         | 61        |
| Svizzera                        | 78        |
| Stati Uniti Pop                 | 97        |
| Stati Uniti Hot Dance Club Play | 9         |

### Classifiche di fine decennio
| Classifica (2000–09)            | Posizione |
| ------------------------------- | --------- |
| Australia                       | 75        |
| Stati Uniti Hot Dance Club Play | 8         |